# Edda Fabbri
Edda Fabbri (Montevideo, 1949) es una escritora uruguaya. Fue ganadora del premio Casa de las Américas por su novela testimonial Oblivion, que narra sus experiencias como presa política de la dictadura cívico-militar de Uruguay.

## Biografía
Su interés en los movimientos de izquierda comenzó en su hogar desde una temprana edad, cuando analizaba los discursos de Fidel Castro. Más adelante, durante las décadas del 60 y 70, estudió en la Facultad de Medicina donde se insertó en el movimiento estudiantil contestatario.
En 1971 se incorporó al Movimiento de Liberación Nacional-Tupamaros. Unos meses después estuvo presa en la Cárcel de Cabildo, donde además de presas políticas habían detenidas por delitos comunes. Un mes después logró escapar junto a 37 reclusas a través de los caños y túneles del lugar en la llamada Operación Estrella, coordinada junto a integrantes del movimiento que apoyaron la fuga desde el exterior. Tras nueve meses en libertad, en 1972 estuvo presa nuevamente en Punta de Rieles donde permaneció recluida los siguientes 13 años. En febrero de 1985, salió de la cárcel junto a otro grupo de presas políticas. En este momento, tuvo una hija llamada Rosario junto a su pareja. Más adelante, nació su segundo hijo, Pedro.
Su primer libro, Oblivion, obtuvo el Premio Literario Casa de las Américas de literatura testimonial en 2007. Otros cuentos de esta autora han sido incluidos en Memorias para armar II (2000) y Exilios y tangueces (2009).
Actualmente, trabaja en diversas publicaciones periódicas y desde el año 2000 colabora en el Semanario Brecha.

## Oblivion
La obra autobiográfica Oblivion está compuesta por una serie de relatos fragmentarios de la vida en la cárcel de mujeres de Punta de Rieles. La narración comienza el día de la liberación de las presas políticas, el 14 de marzo de 1985, para remontarse a diversas escenas de la vida cotidiana en la cárcel, que dan nombre a los capítulos, como El corredor, El trabajo, El cine, El recreo, La reja.
Este libro ha sido analizado por diversos académicos como una pieza en el límite entre la literatura testimonial y la autoficción. Fabbri elige no centrarse en los hechos y desconfiar de los recuerdos, para construir un relato hecho de fragmentos, entendiendo que: “La memoria no es lo que pasó, son sus huellas”. De este modo, Oblivion ha llamado la atención en el marco de la narración carcelaria canónica por la forma inusual en que articula vivencia personal, memoria individual y experiencia colectiva.
El libro resultó ganador del premio Casa de las Américas, por ser considerado por el jurado “una historia de gran valor testimonial y literario que demuestra no sólo un eficiente uso de las técnicas narrativas sino, además, una valiosa sensibilidad que enriquece y sincera el relato.”

## Obras
- Oblivion (2007)
- Cometa en Montevideo (2007)
- Fabular un país, testimoniar una literatura (2013)